# Smoking Room
Smoking Room es una película española de 2001 cuyo guion y dirección fue obra de Julio D. Wallovits y Roger Gual. Fue la película con la que Gual se dio a conocer y con la que obtuvo varios premios y reconocimientos tanto en el ámbito nacional como internacional.

## Argumento
La sucursal española de una empresa americana se ve obligada a prohibir el tabaco en sus oficinas. Los que quieran fumar en horario laboral deberán hacerlo en la calle. Ramírez (Eduard Fernández), uno de los empleados, empieza a reunir firmas para que se utilice un despacho desocupado como sala de fumadores. En principio, todos parecen estar de acuerdo, pero a la hora de la verdad pondrán todo tipo de excusas para no figurar en esa lista; en cambio, ninguno tendrá problemas para inscribirse en otra, la del equipo que jugará un partido de fútbol contra los empleados de otra oficina.

## Reparto
| Actor/Actriz              | Personaje          |
| ------------------------- | ------------------ |
| Eduard Fernández          | Ramírez            |
| Juan Diego                | Sotomayor          |
| Ulises Dumont             | Armero             |
| Pep Molina                | Gómez              |
| Francesc Orella           | Martínez           |
| Francesc Garrido          | Fernández          |
| Manuel Morón              | Rubio              |
| Antonio Dechent           | Enrique            |
| Chete Lera                | Puig               |
| Vicky Peña                | Marta              |
| Juan Loriente             | Coral              |
| Miguel Ángel González     | El Mensajero       |
| Jaume Amatller            |                    |
| Victoria Lepori           |                    |
| Ramon Munné               |                    |
| Yuri Alemany              | Futbolista         |
| Josep Maria Piera         | Futbolista         |
| Carles Ortet              | Futbolista         |
| Dirk Graells              | Futbolista         |
| Jorge Antonijuan          | Futbolista         |
| Oriol Costa               | Futbolista         |
| Ignacio Ginesta           | Futbolista         |
| Thomas Schreiber          | Futbolista         |
| Alberto Jiménez           | Futbolista         |
| Ambrosio Gassol           | Futbolista         |
| Joan Antoni Barjau        | Árbitro            |
| Mario Gas                 | Treviño            |
| Jordi Dauder              | Señor Gay 1        |
| Franco di Francescantonio | Señor Gay 2        |
| Ester Pons                | Recepcionista      |
| Xavier Capdet             | Hombre Karaoke     |
| Araceli Bruch             | Mujer Karaoke      |
| Jaume Pons                | Señor Karaoke      |
| Ángel Amazares            | Cantante Karaoke   |
| Verchi Younes             | Vendedor ambulante |
| Pau Riba                  | Operario 1         |
| Joan Guasch               | Operario 2         |
| Xavier Serrat             | Hombre calefacción |
| Alex Brendemühl           | Chico hotel        |
| Carlota Frisón            | Chica hotel        |

## Premios y nominaciones
| Año  | Premio                                              | Categoría                                                           | Resultado |
| ---- | --------------------------------------------------- | ------------------------------------------------------------------- | --------- |
| 2002 | Premios de Cine de Barcelona                        | Mejor Director                                                      | Ganadora  |
| 2002 | Premios Butaca                                      | Mejor película catalana                                             | Nominada  |
| 2002 | Premios Butaca                                      | Mejor actor (Eduard Fernández)                                      | Ganadora  |
| 2002 | Festival Internacional de Cine de Karlovy Vary      | Mención Especial                                                    | Ganadora  |
| 2002 | Festival Internacional de Cine de Karlovy Vary      | Crystal Globe                                                       | Nominada  |
| 2002 | Premios del Cine Europeo                            | European Discovery of the Year                                      | Nominada  |
| 2002 | Festival de Málaga Cine en Español                  | Biznaga de Plata. Premio Especial del Jurado                        | Ganadora  |
| 2002 | Festival de Málaga Cine en Español                  | Premio a la mejor interpretación masculina (al conjunto de actores) | Ganadora  |
| 2003 | Premios ADIRCAE                                     | Best First Work                                                     | Ganadora  |
| 2003 | Medallas del Círculo de Escritores Cinematográficos | Mejor Guion Original                                                | Nominada  |
| 2003 | Medallas del Círculo de Escritores Cinematográficos | Premio Revelación                                                   | Ganadora  |
| 2003 | Medallas del Círculo de Escritores Cinematográficos | Mejor montaje                                                       | Ganador   |
| 2003 | Premios Goya                                        | Al mejor guion original                                             | Nominada  |
| 2003 | Premios Goya                                        | Mejor director novel                                                | Ganadora  |